# گرگ‌ومیش توکیو
گرگ‌ومیش توکیو (به ژاپنی: 東京暮色 Tōkyō boshoku) فیلمی به کارگردانی یاسوجیرو ازو است که در سال ۱۹۵۷ اکران شد.

## بازیگران
- کاماتاری فوجیوارا
- ستسوکو هارا
- نوبوئو ناکامورا
- چیشو ریو
- سیجی میاگوچی
- هاروکو سوگیمورا
- ایسوزو یامادا